# Irlanda ai XX Giochi olimpici invernali
L'Irlanda ha partecipato ai XX Giochi olimpici invernali di Torino, svoltisi a dall'11 al 26 febbraio 2006, con una delegazione di 4 atleti, 3 uomini e una donna.

## Sci alpino
| Gara    | Atleta       | 1° manche | 2° manche | Tempo totale | Posizione |
| ------- | ------------ | --------- | --------- | ------------ | --------- |
| Gigante | Thomas Foley | 1'28"28   | 1'29"14   | 2'57"42      | 31        |

| Gara    | Atleta          | 1° manche   | 2° manche | Tempo totale | Posizione |
| ------- | --------------- | ----------- | --------- | ------------ | --------- |
| Slalom  | Kirsten McGarry | 49"64       | 52"79     | 1'42"43      | 42        |
| Gigante | Kirsten McGarry | 1'08"19     | 1'14"68   | 2'22"87      | 32        |
| Super-g | Kirsten McGarry | non partita |           |              |           |

## Sci di fondo
| Gara                   | Atleta       | Tempo d'arrivo | Posizione |
| ---------------------- | ------------ | -------------- | --------- |
| 15 km tecnica classica | Rory Morrish | 50'28"1        | 87        |

## Skeleton
| Gara             | Atleta         | Manche 1 | Manche 2 | Totale  | Posizione |
| ---------------- | -------------- | -------- | -------- | ------- | --------- |
| Singolo maschile | David Connolly | 59"97    | 1'00"00  | 1'59"97 | 20        |